# Phaonia antennicrassa
Phaonia antennicrassa är en tvåvingeart som beskrevs av Xue 1988. Phaonia antennicrassa ingår i släktet Phaonia och familjen husflugor. Inga underarter finns listade i Catalogue of Life.